# Монтемезола
Монтемѐзола (на италиански: Montemesola) е град и община в Южна Италия, провинция Таранто, регион Пулия. Разположен е на 183 m надморска височина. Населението на града е 4169 души (към 31 август 2009).